# Hagerman (Idaho)
Hagerman is een plaats (city) in de Amerikaanse staat Idaho, en valt bestuurlijk gezien onder Gooding County.

## Demografie
Bij de volkstelling in 2000 werd het aantal inwoners vastgesteld op 656.
In 2006 is het aantal inwoners door het United States Census Bureau geschat op 761, een stijging van 105 (16,0%).

## Geografie
Volgens het United States Census Bureau beslaat de plaats een oppervlakte van
0,9 km², geheel bestaande uit land. Hagerman ligt op ongeveer 900 m boven zeeniveau.

## Plaatsen in de nabije omgeving
De onderstaande figuur toont nabijgelegen plaatsen in een straal van 36 km rond Hagerman.